# Ernst Blass
Ernst Blass (* 17. Oktober 1890 in Berlin; † 23. Januar 1939 in Berlin; Pseudonyme: Daniel Stabler und Erich Sternow) war ein bedeutender frühexpressionistischer Dichter, Kritiker und Schriftsteller.

## Leben
Ernst Blass wurde als einziger und zudem gesundheitlich anfälliger, hochintelligenter Junge in eine Berliner jüdische Fabrikantenfamilie geboren und wuchs mit drei älteren und zwei jüngeren Schwestern auf. Er besuchte das Königliche Wilhelms-Gymnasium in Berlin, an dem er 1908 sein Abitur ablegte. Erste Gedichte sind aus seinen letzten Schuljahren bekannt. Anfang 1908 erlitt er den ersten einer Reihe von gelegentlichen epileptischen Anfällen, die sich gegen Ende seiner Studienzeit 1914/15 wieder verflüchtigten, ihn aber vor dem Militärdienst im Ersten Weltkrieg bewahrten.
Auf Wunsch der Eltern studierte er an der Berliner Friedrich-Wilhelms-Universität Jura. 1909 lernte er im Café des Westens – vermutlich durch Heinrich Eduard Jacob vermittelt – den Schriftsteller Kurt Hiller kennen, über dessen Neuen Club er mit Georg Heym und Jakob van Hoddis in Kontakt kam. Mit ihnen bildete er alsbald „das Terzett der bedeutenden Dichter im Club“ (Hippen), das wesentlich zum öffentlichen Erfolg des Neopathetischen Cabarets beitrug, mit dem die Clubmitglieder an die Öffentlichkeit traten. Anfang 1911 trat er mit Hiller und anderen aus dem Club aus und gründete mit ihm das konkurrierende Literarische Cabaret GNU. Veröffentlichungen von Gedichten in den wichtigsten Zeitschriften des literarischen Frühexpressionismus wie Die Aktion und Der Sturm oder auch Die Fackel von Karl Kraus folgten.
Im Mai 1912 erschienen zwölf Gedichte von ihm in Hillers provokativ als „rigorose Sammlung radikaler Strophen“ vorgestellten Anthologie Der Kondor im Verlag von Richard Weissbach Heidelberg: Sie enthielt 97 Gedichte von 14 Autoren und erregte erhebliches Aufsehen. Ein halbes Jahr später brachte Weissbach auch Blass' ersten Gedichtband Die Straßen komme ich entlang geweht heraus. Dieser machte ihn als Dichter schlagartig berühmt.
Spätestens im Frühjahr 1913 wechselte Blass zum Abschluss seines Studiums an die Universität Heidelberg. Hier zog er in das von dem Mannheimer Schriftsteller Friedrich Burschell eindrücklich beschriebene, am Neckar gelegene Haus Brückenstraße Nummer 1 zu dem Psychologen und Psychiater Arthur Kronfeld, der ihm aus Hillers Kreis bekannt war und wegen seines Anfallsleidens bald auch sein persönlicher Arzt und Freund wurde. Ihm hat er in seiner im zweiten Kriegsjahr publizierten Sammlung Die Gedichte von Trennung und Licht in der Gruppe der Gedichte der Trennung ein beeindruckendes Sonett mit dem Titel Then you'll remember me… gewidmet. Neben Burschell lernte Blass in Heidelberg auch Kronfelds Kollegen Karl Jaspers und den Bildhauer Benno Elkan kennen sowie Friedrich Sieburg, Jacob Picard und andere.
Ab Januar 1914 gab er seine von Weissbach verlegte literarisch-philosophische Monatszeitschrift Die Argonauten heraus, in der er neben eigenen Gedichten Beiträge von so unterschiedlichen Autoren wie Burschell und Kronfeld, Ernst Bloch, Leonard Nelson, Max Scheler, Gustav Radbruch, Walter Benjamin, Franz Werfel, Robert Musil, Rudolf Borchardt u. a. aufnahm. Weitere Pläne machte der Krieg zunichte.
Nachdem er 1915 promoviert hatte, kehrte er nach Berlin zurück, wo er bis 1920 als Archivar bei der Dresdner Bank arbeitete. Danach wechselte er zum Journalismus und wurde als Theater- und Filmkritiker für verschiedene Berliner Zeitungen tätig. Ab 1924 arbeitete er zusätzlich als Lektor im Paul-Cassirer-Verlag. Blass schrieb von 1924 bis 1933 Filmbesprechungen für das Berliner Tageblatt. Das Markenzeichen des Filmkritikers Ernst Blass, der auch Essays zum Kino schrieb: der lockere Plauderton des Feuilletons, das Sprachspiel, die Pointe und der alberne Kalauer.

1926 begann sein tuberkulöses Augenleiden, das im Laufe der Jahre zu fast vollständiger Erblindung führte. Mit Beginn des Dritten Reiches wurden seine Arbeits- und Publikationsmöglichkeiten immer eingeschränkter. Schließlich verstarb er verarmt im Berliner Krankenhaus der jüdischen Gemeinde an den Folgen einer lange unerkannt gebliebenen Lungentuberkulose; sein Tod blieb selbst in Exilkreisen weitgehend unbeachtet. Sein Grab auf dem Jüdischen Friedhof Berlin-Weißensee hat erst seit 2018 einen Grabstein, nachdem in einer privaten Initiative Gelder dafür gesammelt worden waren.

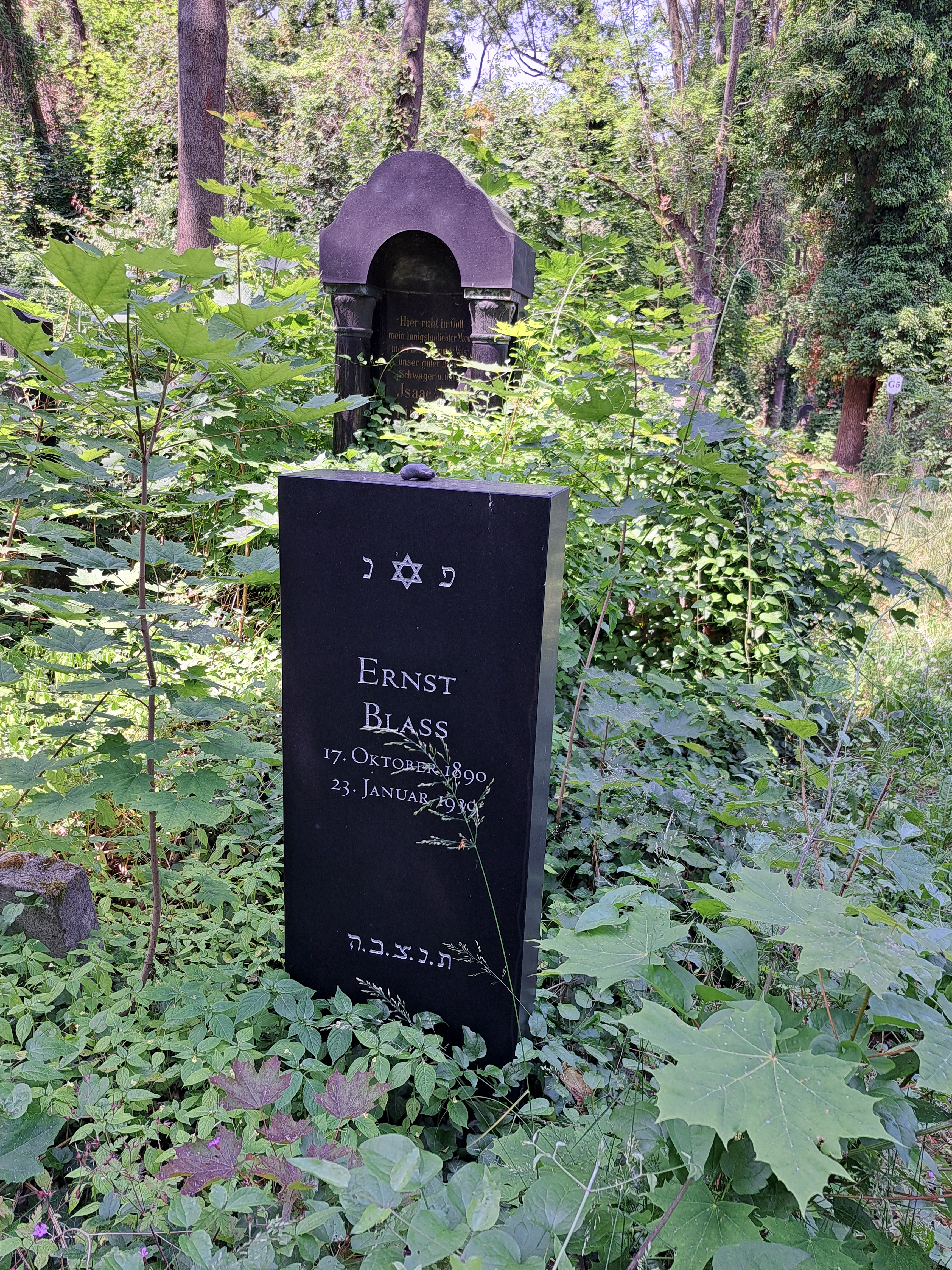
Grab Ernst Blass

Ernst Blass hat mit seinem expressionistischen Gedichtband Die Straßen komme ich entlang geweht das Leben in der modernen Großstadt in all seinen Facetten in die deutsche Lyrik eingeführt. Angefangen von den Verkehrsmitteln über die vielen Vergnügungen bis hin zu den Lebensrhythmen in einer modernen Metropole. Seinem Wechsel zu einem neoklassischen Stil unter dem Einfluss des George-Kreises in Heidelberg begegneten seine Berliner Freunde mit Reserve. In der zweiten Hälfte der 1920er Jahre fand er in seiner Lyrik dann aber Anschluss an die Strömung der Neuen Sachlichkeit. Ungewöhnlich ist, dass er nach dem Zweiten Weltkrieg als bedeutender Autor des Frühexpressionismus kaum mehr zur Kenntnis genommen wurde.

## Bibliographie
Erstausgaben:
- In einer Fremden Stadt. Heidelberg 1912.
- Die Straßen komme ich entlang geweht. Heidelberg 1912.
- Die Gedichte von Trennung und Licht. Leipzig 1915, Digitalisat.
- Die Tötung des Verlangenden (§ 216 RStGB). Heidelberg 1916.
- Die Gedichte von Sommer und Tod. Leipzig 1918.
- Über den Stil Stefan Georges. Heidelberg 1920.
- Der offene Strom. Heidelberg 1921.
- Das Wesen der neuen Tanzkunst. Weimar 1921, ²1922.
- Der paradiesische Augenblick. 1930 (unter dem Namen Daniel Stabler).

als Herausgeber:
- Die Argonauten, Heidelberg 1914–1921 (1914 erschienen sechs Hefte, 1915 zwei, 1916 ein Heft und 1921 eine letzte Ausgabe mit der Zählung Zehntes bis Zwölftes Heft, so dass formal der eine – und einzige –  Jahrgang abgeschlossen war.)

Übersetzungen:
- George Gordon Noel Byron: Kain. Berlin, Schocken Verlag, 1938.

Werk- und Sammelausgaben:
- Die Straßen komme ich entlang geweht – Gedichte. Mit 9 Orig.-Linolschnitten von Walter Kroe. Nachwort von Thomas B. Schumann. Patio Verlag, Frankfurt 1975.
- Die Straßen komme ich entlang geweht – Sämtliche Gedichte. Herausgegeben und mit einem Nachwort von Thomas B. Schumann. Hanser Verlag, München/Wien 1980, ISBN 3-446-13139-6.
- Werkausgabe in drei Bänden. Hrsg. von Thomas B. Schumann. Edition Memoria, Köln 2009.
  - Band 1: Sämtliche Gedichte Die Straßen komme ich entlang geweht
  - Band 2: Erzählungen und Feuilletons Ferien vom Berliner Pflaster
  - Band 3: Literarische Aufsätze Der Leser sieht eine neue Welt
- Tom Riebe (Hrsg.): Ernst Blass. Versensporn – Heft für lyrische Reize Nr. 28, Edition POESIE SCHMECKT GUT, Jena 2017, 100 Exemplare.
- in kino veritas. Essays und Kritiken zum Film. Berlin 1924–1933. Ausgewählt, mit einem Nachwort versehen und herausgegeben von Angela Reinthal. Mit einem Geleitwort von Dieter Kosslick. Elfenbein Verlag, Berlin 2019, ISBN 978-3-96160-008-3.